# Skåneholm
Skåneholm er en meget lille ubeboet ø i Storstrømmen nord for Falster. Øens areal er mindre end 1 ha, og det højeste punkt er 1 m over havets overflade.